# Équipe d'Écosse de rugby à XV à la Coupe du monde 1987
L'équipe d'Écosse a été éliminée en quart de finale de la Coupe du monde de rugby 1987 par l'équipe de Nouvelle-Zélande qui a remporté le titre. Elle a fait aussi match nul, lors du tour préliminaire, contre l'équipe de France qui sera finaliste.
Les joueurs suivants ont joué pendant cette coupe du monde 1987. 
Les noms en gras désignent les joueurs qui ont aussi remporté un Grand Chelem en 1984 ou 1990 dans le tournoi des cinq nations.

## Première Ligne
- David Sole
- Colin Deans (capitaine)
- Iain Milne
- Norman Rowan

## Deuxième Ligne
- Alan Tomes
- Derek White
- Jeremy Campbell-Lamerton

## Troisième Ligne
- Finlay Calder
- Iain Paxton
- Derek Turnbull
- John Jeffrey

## Demi de mêlée
- Roy Laidlaw
- Greg Oliver

## Demi d’ouverture
- John Rutherford
- Douglas Wyllie
- Richard Cramb

## Trois-quarts centre
- Keith Robertson
- Scott Hastings
- Alan Tait
- Douglas Wyllie

## Trois-quarts aile
- Iwan Tukalo
- Matthew Duncan

## Arrière
- Gavin Hastings

## Meilleur réalisateur écossais
- Gavin Hastings : 62 points